# Wolodino (Kaliningrad, Tschernjachowsk)
Wolodino (russisch Володино, deutsch Harpenthal, 1938–1946 Harpental) war ein Ort im heutigen Gebiet der russischen Oblast Kaliningrad (Gebiet Königsberg (Preußen)) innerhalb der jetzigen Swobodnenskoje selskoje posselenije (Landgemeinde Swoboda (Jänischken, 1938–1946 Jänichen)) im Rajon Tschernjachowsk (Kreis Insterburg).

## Geographische Lage
Wolodino lag zehn Kilometer südlich der Kreisstadt Tschernjachowsk (Insterburg) und einen Kilometer nördlich von Swoboda (Jänischken, 1938–1946 Jänichen) an der russischen Fernstraße A 197 (Abschnitt der früheren deutschen Reichsstraße 139). Bis zu Beginn der 2000er Jahre war Ugrjumowo-Nowoje (Matheningken, 1938–1946 Mattenau) die nächste Bahnstation an der Bahnstrecke Toruń–Tschernjachowsk (Thorn–Insterburg).

## Geschichte
Das bis 1938 Harpenthal, danach bis 1946 Harpental genannte Gutsdorf wurde 1874 in den neu errichteten Amtsbezirk Didlacken (1938–1946 Dittlacken, heute russisch: Telemanowo) eingegliedert und gehörte zum Landkreis Insterburg im Regierungsbezirk Gumbinnen (Gussew) der preußischen Provinz Ostpreußen. Im Jahre 1910 lebten in dem Dorf 34 Einwohner.
Am 30. September 1928 wurde Harpenthal ohne die Besitzung Grubert nach Didlacken (1938–1946 Dittlacken, heute russisch: Telmanowo) eingemeindet, während die Besitzung Grubert zu Jänischken (1938–1946 Jänichen, russisch: Swoboda) im Amtsbezirk Jänischken kam.
Infolge des Zweiten Weltkrieges wurde Harpental 1945 mit dem nördlichen Ostpreußen der Sowjetunion zugeordnet und erhielt die russische Bezeichnung „Wolodino“. 1947 gliederte man den Ort in den Swobodenski selski sowjet (Dorfsowjet Swoboda) (Jänischken, 1938–1946 Jänichen) ein, der zum Rajon Tschernjachowsk (Kreis Insterburg) gehörte. Die Ortsstelle war allerdings nur in den ersten Jahren nach 1945 besiedelt und wurde danach aufgegeben.

## Kirche
Die bis 1945 überwiegend evangelische Bevölkerung Harpenthals war in das Kirchspiel der Kirche Didlacken (1938–1946 Dittlacken, heute russisch: Telemachowo) eingepfarrt, das zum Kirchenkreis Insterburg (Tschernjachowsk) innerhalb der Kirchenprovinz Ostpreußen der Kirche der Altpreußischen Union gehörte.